# 제리 스프링거 쇼

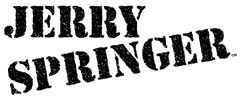

제리 스프링거 쇼(The Jerry Springer Show)는 제리 스프링거가 진행했던 토크 쇼이다. 1991년 10월 30일부터 방영하였으며 지나친 폭력성과 선정성으로 인하여 2018년 7월 26일에 종영하였다.